# Thierry Omeyer
Thierry Omeyer (* 2. listopadu 1976) je francouzský házenkářský brankář, který v současné době hraje za Paris Saint-Germain. Je členem francouzského národního týmu od roku 1999, vyhrál všechny hlavní tituly: mistr světa (třikrát), mistr Evropy (třikrát) a olympijský vítěz (dvakrát).
Je považován za jednoho z nejlepších házenkářských brankářů všech dob[zdroj⁠?!], a je třetí brankář, který byl zvolen nejlepším hráčem na světě Mezinárodní házenkářské federace (dalšími jsou Henning Fritz, v roce 2004 a Árpád Sterbik, v roce 2005). V jeho bývalém klubu (THW Kiel), byla jeho přezdívka Die Mauer (Zeď).

## Klubová kariéra
Omeyer začal hrát házenou ve věku devíti let v Cernay (Alsasko). V roce 1994 nastoupil do svého prvního profesionálního klubu – Sélestatu. Jeho procento úspěšnosti bylo 50%, když upoutal pozornost nejlepšího klubu ve francouzském šampionátu, Montpellier. Rychle se stal brankářskou jedničkou, vyhrál pět šampionátů (2002–2006) a pět národních pohárů (2001, 2002, 2003, 2005 a 2006). Největší vrcholem jeho době je vítězství EHF Ligy mistrů z roku 2003. Titul, který nikdy předtím nevyhrál francouzský klub.
V roce 2006 se rozhodl odejít do konkurenceschopnější šampionátu a připojil se k německému klubu THW Kiel, s nímž vyhrál double, bundessligu a národní pohár v letech 2007 a 2008, plus Ligu mistrů v roce 2007 a 2010.